# Kirsten Normann Andersen
Kirsten Normann Andersen (nascida a 28 de abril de 1962, em Aarhus) é uma política dinamarquesa, membro do Folketing pelo Partido Popular Socialista. Ela entrou no parlamento em 2016, depois de Jonas Dahl ter renunciado ao cargo.

## Carreira política
Andersen concorreu às eleições legislativas dinamarquesas de 2015, nas quais recebeu 2.149 votos. Embora o número de votos recebidos não tenha garantido um assento no parlamento, ela tornou-se na principal substituta do Partido Popular Socialista no eleitorado de Østjylland. Quando Jonas Dahl renunciou ao cargo no dia 8 de agosto de 2016, Andersen entrou no parlamento no seu lugar. Ela serviu então no que restava do mandato de 2015-2019. Andersen foi eleita para o Folketing na eleição de 2019, com 7.885 votos.